# GSC1874-478
GSC1874-478 — хімічно пекулярна зоря спектрального класу A3, що має видиму зоряну величину в смузі V приблизно 11,5.